# Santa Inês (Macapá)
Santa Inês é um bairro do município brasileiro de Macapá, capital do estado do Amapá. Segundo o censo demográfico de 2022, realizado pelo Instituto Brasileiro de Geografia e Estatística (IBGE), sua população era de 5 916 habitantes e havia 1 580 domicílios particulares permanentes ocupados.
De acordo com o IBGE, em 2010 a população era de 5 847 habitantes e havia 1 227 domicílios particulares.
O surgimento do bairro se deu em 1985, acompanhando o desenvolvimento econômico e populacional que vinha sendo observado na capital amapaense.